# Тань Шупін
Тань Шупін (21 січня 1978) — китайська стрибунка у воду.
Учасниця Олімпійських Ігор 1992, 1996 років. Чемпіонка світу з водних видів спорту 1994 року в стрибках з триметрового трампліна.